# Stanislav Vlček
Stanislav Vlček (* 26. Februar 1976 in Vlašim) ist ein ehemaliger tschechischer Fußballspieler.

## Vereinskarriere
Stanislav Vlček begann mit dem Fußballspielen bei Jawa Divišov, 1991 wechselte er zu FC Bohemians Prag, wo er 1992 den Sprung in die erste Mannschaft schaffte. In der Rückrunde der Saison 1994/95 war der Angreifer an den damaligen Zweitligisten FC Karviná-Vítkovice ausgeliehen und kehrte anschließend zu Bohemians zurück. Im Sommer 1996 wechselte er zum SK České Budějovice, nach nur einem Jahr zog er weiter zu Sigma Olomouc, in der Saison 1999/2000 gelang ihm mit 13 Treffern der endgültige Durchbruch. Dies brachte ihm auch eine Einberufung in die Tschechische Nationalmannschaft ein.
Mitte 2003 wurde Vlček von Lokomotive Moskau getestet, nach Russland wechselte er allerdings erst ein halbes Jahr später, als er von Dynamo Moskau verpflichtet wurde. Trainer von Dynamo war zu diesem Zeitpunkt der Tscheche Jaroslav Hřebík. Nach einem halben Jahr ging Vlček, der auch im offensiven Mittelfeld eingesetzt werden kann, zurück in die Gambrinus-Liga und schloss sich Slavia Prag an. Beim tschechischen Spitzenklub war er einer der wichtigsten Leistungsträger, in jeder Saison erzielte er mindestens zehn Tore. In der Winterpause der Spielzeit 2007/08 wechselte er in die belgische Liga zum RSC Anderlecht.
Am 31. Januar 2009 schoss er beim 3:1 gegen KV Kortrijk sein 100. Erstligator und wurde dadurch Mitglied im Klub ligových kanonýrů. Zur Saison 2009/10 wechselte Vlček zurück zu seinem ehemaligen Verein Slavia Prag.

## Nationalmannschaft
Zu seinem Debüt im tschechischen Dress kam Stanislav Vlček am 8. Februar 2000 beim Carlsberg Cup, Tschechien besiegte Mexiko mit 2:1. Zwei weitere Einsätze hatte er in der Saison 2000/01, am 16. August 2000 lief er gegen Slowenien (0:1) auf, am 25. April 2001 gegen Belgien (1:1). Anschließend ging seine Form und Trefferquote in der Liga zurück, außerdem gab es eine große Konkurrenz im tschechischen Sturm. Erst 15. November 2006 verbuchte Vlček seinen vierten Start für Tschechien, das gegen Dänemark 1:1-Remis spielte. Am 24. März 2007 spielte er sieben Minuten in der Begegnung mit Deutschland, die die Tschechen 1:2 verloren. Auch 2007 wurde er bei der Begegnung mit Deutschland in München eingewechselt. Die Tschechen siegten 3:0.